# Koda QR
Koda QR (angleško QR code) je matrična oz. dvorazsežna (2D) črtna koda, ki jo je za potrebe avtomobilskega proizvajalca Toyota leta 1994 razvila njegova podružnica Denso-Wave. Beseda QR je kratica za angleški besedi »Quick Response«, kar pomeni »hiter odziv«. Na Japonskem je ta vrsta kode najbolj uporabljana črtna koda in se pogosto uporablja v oglaševalske namene. Večina japonskih prenosnih telefonov je opremljena z bralnikom kod QR, predvsem zaradi uporabe na svetovnem spletu pa ta vrsta črtne kode prodira tudi v druge dele sveta.

## Način uporabe
Prvotno je bila koda QR namenjena predvsem za uporabo v avtomobilski industriji, a se je kmalu pokazala kot koristna tudi na drugih področjih. Zdaj se zelo pogosto uporablja v oglaševalne namene in cilja na uporabnike prenosnih naprav (telefoni, tablični računalniki, ...). Kode QR, ki vsebujejo URL-naslove spletnih strani, se vedno pogosteje pojavljajo v revijah, na plakatih in letakih, tako da za obisk spletne strani oglaševalca ni potrebno prepisovati URL naslova v prenosno napravo. Uporabnik s fotoaparatom svoje naprave posname kodo, in če je na napravi naložen program za obdelavo slikane kode (bralnik kode QR, angleško QR code reader), bo naprava sama prebrala URL-naslov in obiskala spletno stran. Potrebna programska oprema je brezplačno na razpolago za skoraj vse modele telefonov (Apple, RIM, HTC, LG, Motorola, Nokia, Palm, Samsung, Siemens, SonyEricsson, ...).
Koda QR se uporablja tudi pri označevanju poslovne dokumentacije, kjer se dokument, opremljen s kodo, po optičnem branju (»skeniranju«) lahko obdela z dekoderjem ter nato samodejno opremi s podatki iz kode in umesti v pravilni elektronski dosje.
Na spletu je na voljo tudi večje število brezplačnih generatorjev QR kode (QR code generator), ki omogočajo, da si uporabniki sami izdelajo svojo kodo QR, ki vsebuje:
- URL spletnega mesta
- besedilo (npr. vsebina poslovne vizitke, izjava, slogan,...).
- telefonsko številko
- telefonsko številko in vsebino SMS sporočila.

Kompleksnost elementov (črnih polj) z dolžino vsebovane informacije raste, zato je za brezhibno branje kode treba kodo tiskati v ustrezni velikosti in ločljivosti.

## Patent in standard ISO
Podjetje Denso Wave je še vedno nosilec patenta za to tehnologijo, vendar se je odpovedalo pravicam. Specifikacija je bila leta 2000 potrjena kot standard ISO 18004.